# Blagòevgrad
Blagòevgrad (búlgar: Благоевград, antigament: Gorna Djumaia búlgar: Горна Джумая) és una ciutat del sud-oest de Bulgària, capital de la província de Blagòevgrad.
La ciutat està situada a la vall del riu Estrímon, als peus de les muntanyes de Rila i de Pirin, a prop de la frontera amb Grècia, Macedònia del Nord i Sèrbia.

## Història
Els orígens de la ciutat es remunten a l'Edat antiga, l'emplaçament de Blagòevgrad fou on els tracis hi erigiren Skaptopara. Segons els historiadors, aquest nom significa "alt mercat". Durant l'ocupació de l'Imperi Otomà, la vila pren el nom de Gorna Djumaia búlgar: Горна Джумая. Finalment el 1950 la ciutat fou rebatejada amb el nom de Blagòevgrad, en honor del fundador del partit socialdemòcrata búlgar Dimítar Blagòev.
Retornant a l'època dels tracis, escolliren aquest lloc pel seu valor estratègic, entre la mar Egea i el Danubi, a la conca fèrtil de l'Estrímon. A més, també s'hi troben aigües termals.
Els romans en preneren el control cap al segle i aC. De fet, la primera prova d'existència de la vila es tracta d'una estela trobada el 1868, on es veuen els locals es queixen del pas de l'emperador romà Gordià III per la ciutat
El pas de nombroses tribus bàrbares i l'arribada dels eslaus, al segle v, porta al declivi de la regió. No es disposa pas d'informació sobre la zona durant l'edat mitjana.
El 1900, segons Vassil Kantxov la població de la vila era de 6.400 habitants, dels quals 1.250 eren búlgars, 4.500 turcs, 250 vlacs, 200 gitanos, 180 jueus i 60 grecs.

## Ciutats agermanades
- Skopje, Macedònia del Nord
- Székesfehérvár, Hongria
- Nagasaki, Japó
- Žilina, Eslovàquia
- Batumi, Geòrgia

## Fills il·lustres
- Dimítar Berbàtov, (1981-), futbolista
- Stanislav Manolev, (1985-), futbolista